# Église Saint-Jouin de Moisdon-la-Rivière
Pour les articles homonymes, voir Saint-Jouin (homonymie).
L'église Saint-Jouin est une église située à Moisdon-la-Rivière, en France.

## Localisation
L'église est située sur la commune de Moisdon-la-Rivière, dans le département de la Loire-Atlantique.

## Historique
L’église Saint-Jouin est l’unique église fortifiée du département.
Elle apparait pour la première fois dans les archives au XIe siècle : en 1083, lors de la création du prieuré bénédictin attenant, le prêtre Judicaël fait don d’un tiers des dimes et droits de l’église au nouvel établissement. La croisée et son clocher pourraient dater partiellement de cette époque. À partir du XIIe siècle, le service religieux est assuré par les moines bénédictins.
La nef est bâtie au courant du XIIe siècle. L’église possède alors un seul transept. Le plan du chœur est inconnu.
En 1467 les paroissiens portent plainte à la cour de justice de Meleray contre le Prieuré qui tente de s’approprier l’église. L’acte (conservée dans les archives de Maine-et-Loire) décrit le système de défense de l'édifice. En période de trouble, la porte principale était murée et un fossé creusé devant une petite porte située au sud, accessible uniquement par une planche retirée une fois la population à l’abri (cette porte sud a été transformée en fenêtre ultérieurement). La plainte aboutit devant le duc François II qui maintient les paroissiens en possession de leur église.
L’église est remaniée en 1849 : le transept simple est remplacé par un double transept et le chœur reconstruit. Celui-ci est garni de stalles en 1857.
L'édifice est inscrit au titre des monuments historiques en 1978.

## Description
L’église est surplombée par la tour de croisée, massive et percée de meurtrières, qui servait à la surveillance et à la défense du bourg. Elle est couverte d’une toiture en dôme qui s’achève par une flèche, datées du XVIIe siècle.
La façade ouest est percée d’une porte en anse de panier datant du XVIe siècle. La niche du pignon abrite une statue moderne de sainte Marguerite de Pisidi.
A l'intérieur, la croisée de transept supportant la tour est percée par quatre grands arcs diaphragmes de profil brisé dont la retombée sur les piliers massifs est marquée par une imposte biseautée.

La nef unique est couverte d’une voûte de lambris en vaisseau renversé à entraits et poinçons moulurés. Dans les murs sont incrustés des amphores acoustiques, comme à l’abbaye de Melleraye.

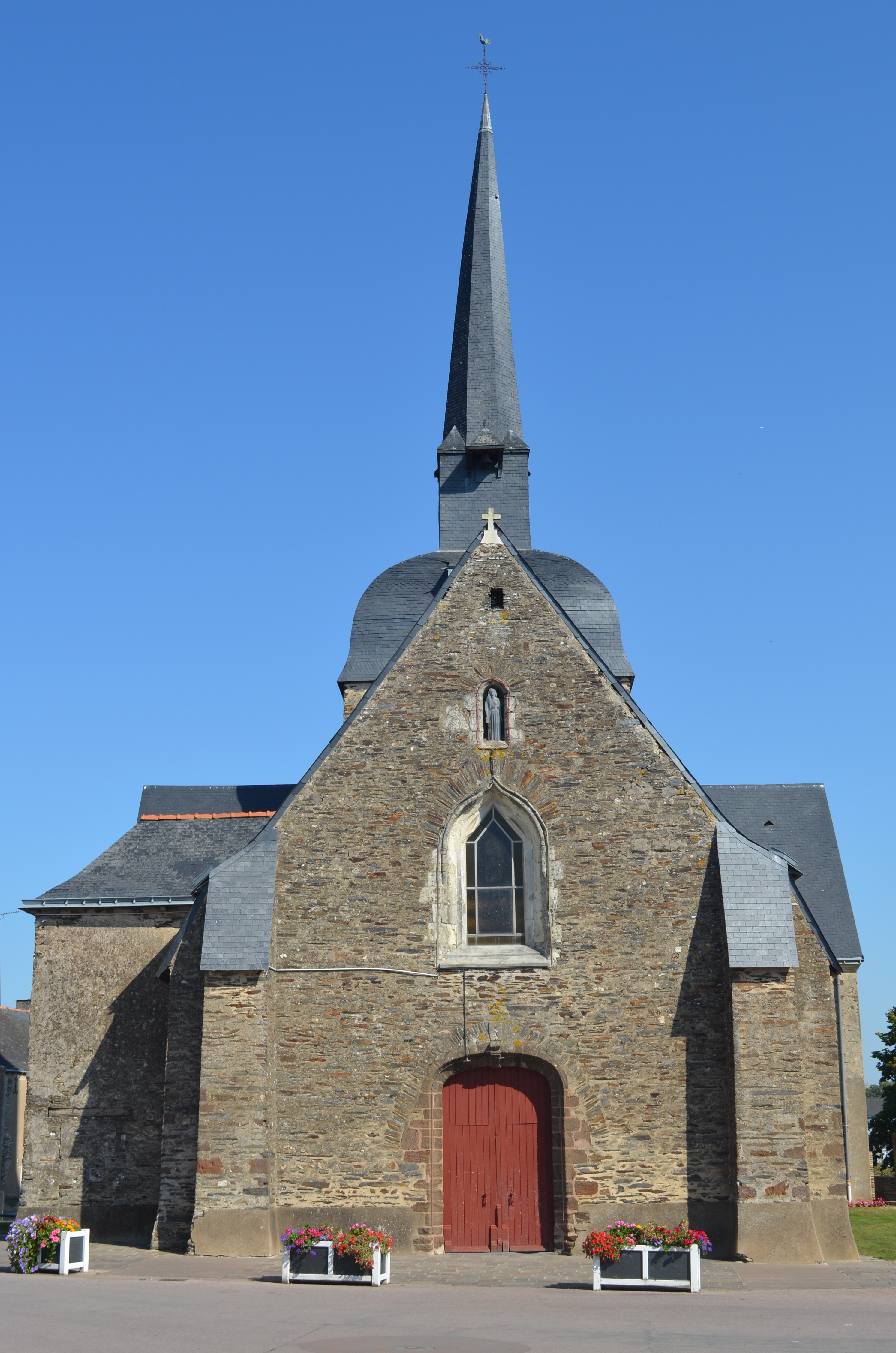
Façade du portail depuis la place de l'église.
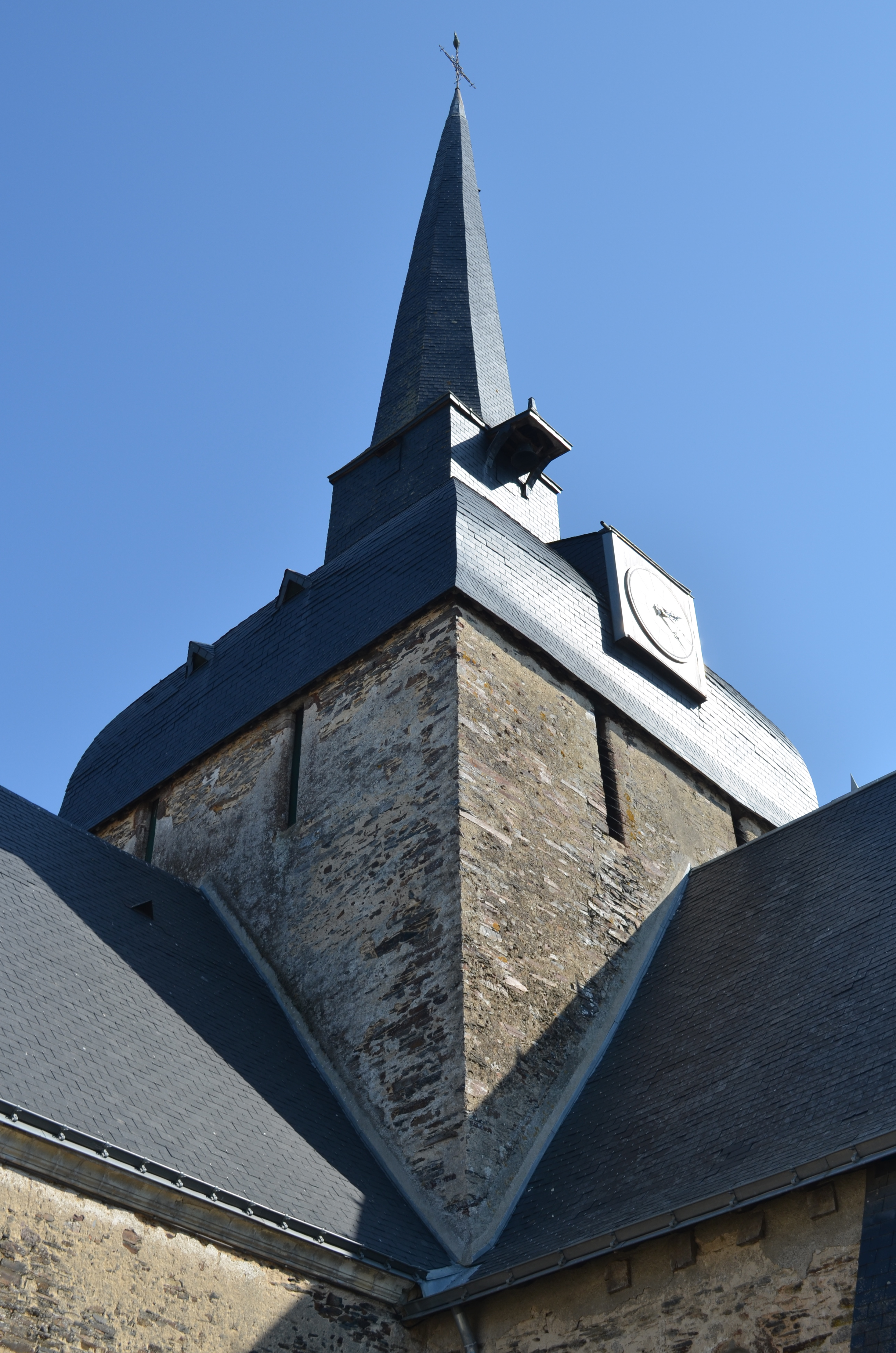
Le clocher.
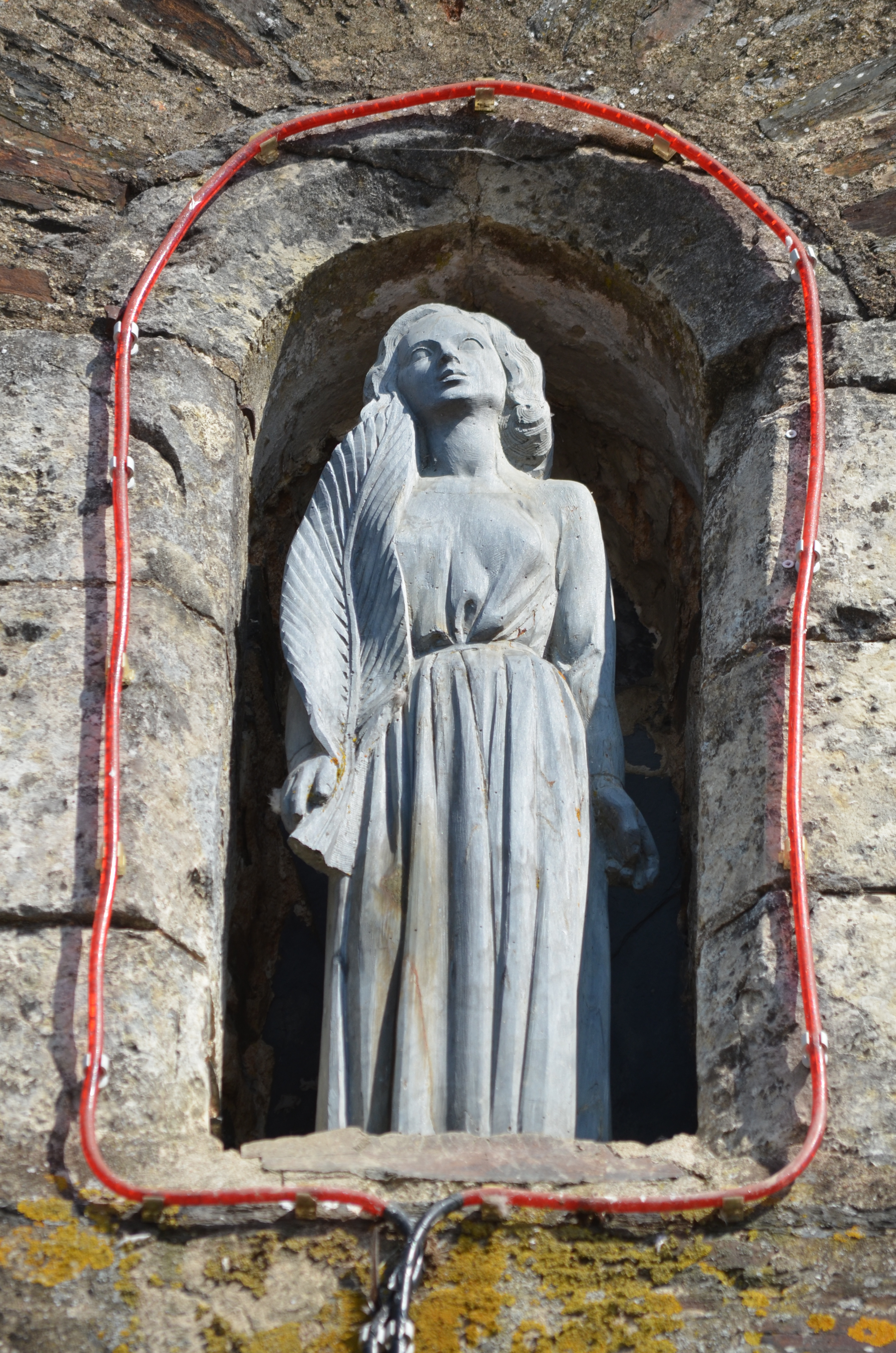
Sculpture ornant la façade.
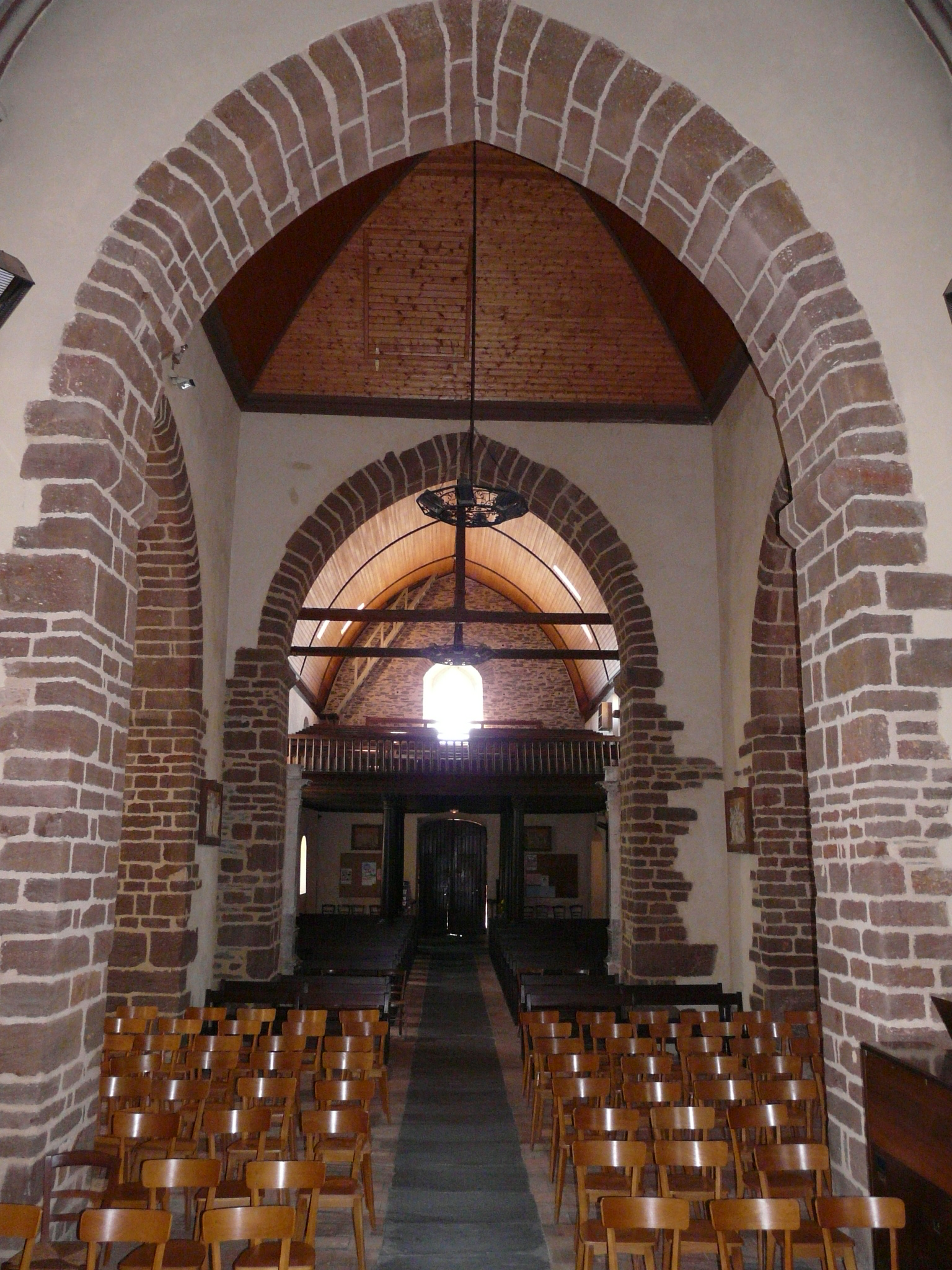
La croisée de transept et la nef..

## Mobilier protégé au titre des Monuments historiques
L'église contient plusieurs objets mobiliers protégés au titre des Monuments Historiques.
| Monument                                                               | Date                                   | Notice               | Type de protection | protection       | Photographie |
| ---------------------------------------------------------------------- | -------------------------------------- | -------------------- | ------------------ | ---------------- | ------------ |
| ensemble (retable)                                                     | 1ère moitié du 18e siècle              | Notice no PM44000678 | classé             | 5 septembre 1984 |              |
| 2 statues : saint Nicolas, saint Jean-Baptiste (retable sud de la nef) | 1ère moitié du 18e siècle              | Notice no PM44000679 | classé             | 5 septembre 1984 |              |
| statue : sainte Barbe (retable nord de la nef)                         | 1ère moitié du 18e siècle              | Notice no PM44000677 | classé             | 5 septembre 1984 |              |
| statue : sainte Emerance                                               | Epoque Ier empire                      | Notice no PM44000266 | classé             | 28 juin 1962     |              |
| statue : saint religieux (un), saint François d'Assise (?)             | 18e siècle                             | Notice no PM44000264 | classé             | 22 octobre 1909  |              |
| statue : saint Jouin                                                   | 1ère moitié du 19e siècle              | Notice no PM44001164 | inscrit            | 2 janvier 1984   |              |
| chaire à prêcher                                                       | 18e siècle ; 1ère moitié du 19e siècle | Notice no PM44001162 | inscrit            | 2 janvier 1984   |              |